# Saison 1947 de la NFL
Navigation
Édition précédente Édition suivante
La saison 1947 de la NFL est la 28e saison de la National Football League. Elle voit le sacre des Cardinals de Chicago.

## Classement général
| Conférence Est                                                          |      |      |      |        |          |            |
| Franchise                                                               | Vic. | Déf. | Nuls | % vic. | Pts pour | Pts contre |
| Eagles de Philadelphie                                                  | 8    | 4    | 0    | .667   | 308      | 242        |
| Steelers de Pittsburgh                                                  | 8    | 4    | 0    | .667   | 240      | 259        |
| Yanks de Boston                                                         | 4    | 7    | 1    | .364   | 168      | 256        |
| Redskins de Washington                                                  | 4    | 8    | 0    | .333   | 295      | 367        |
| Giants de New York                                                      | 2    | 8    | 2    | .200   | 190      | 309        |
| match de barrage : Eagles de Philadelphie 21 - Steelers de Pittsburgh 0 |      |      |      |        |          |            |

| Conférence Ouest     |      |      |      |        |          |            |
| Franchise            | Vic. | Déf. | Nuls | % vic. | Pts pour | Pts contre |
| Cardinals de Chicago | 9    | 3    | 0    | .750   | 306      | 231        |
| Bears de Chicago     | 8    | 4    | 0    | .667   | 363      | 241        |
| Packers de Green Bay | 6    | 5    | 1    | .545   | 274      | 210        |
| Rams de Los Angeles  | 6    | 6    | 0    | .500   | 259      | 214        |
| Lions de Détroit     | 3    | 9    | 0    | .250   | 231      | 305        |

## Finale NFL
- 28 décembre 1947, à Chicago devant 30 759 spectateurs, Cardinals de Chicago 28 - Eagles de Philadelphie 21